# Лужковка
Лужковка — река в России, протекает в Добрянском районе Пермского края. Устье реки находится в 7,2 км по правому берегу реки Челва. Длина реки составляет 11 км.
Исток реки находится на границе с Усольским районом в лесном массиве в 13 км к юго-западу от посёлка Вогулка. Река течёт главным образом в южном направлении, все течение проходит по ненаселённому лесу. До создания Камского водохранилища впадала в Челву, в связи с чем считается её притоком, хотя ныне де-факто Лужковка впадает в Косьвинский залив Камского водохранилища, в который также впадают Челва и Косьва.

## Данные водного реестра
По данным государственного водного реестра России относится к Камскому бассейновому округу, водохозяйственный участок реки — Кама от города Березники до Камского гидроузла, без реки Косьва (от истока до Широковского гидроузла), Чусовая и Сылва, речной подбассейн реки — бассейны притоков Камы до впадения Белой. Речной бассейн реки — Кама.
По данным геоинформационной системы водохозяйственного районирования территории РФ, подготовленной Федеральным агентством водных ресурсов:
- Код водного объекта в государственном водном реестре — 10010100912111100009011
- Код по гидрологической изученности (ГИ) — 111100901
- Код бассейна — 10.01.01.009
- Номер тома по ГИ — 11
- Выпуск по ГИ — 1